# Halimocnemis macrantha
Halimocnemis macrantha är en amarantväxtart som beskrevs av Aleksandr Andrejevitj Bunge. Halimocnemis macrantha ingår i släktet Halimocnemis och familjen amarantväxter. Inga underarter finns listade i Catalogue of Life.